# Список эпизодов телесериала «Инспектор Джордж Джентли»
Список серий британского детективного драматического телесериала «Инспектор Джордж Джентли», созданного Питером Фланнером по мотивам романов Алана Хантера. Премьера состоялась 8 апреля 2007 года на телеканале BBC One и завершилась 30 октября 2017 года.

## Обзор сезонов
| Сезон | Сезон | Эпизоды | Оригинальная дата показа | Оригинальная дата показа |
| Сезон | Сезон | Эпизоды | Премьера сезона          | Финал сезона             |
| ----- | ----- | ------- | ------------------------ | ------------------------ |
|       | Пилот | 1       | 8 апреля 2007            | 8 апреля 2007            |
|       | 1     | 2       | 13 июля 2008             | 20 июля 2008             |
|       | 2     | 4       | 3 мая 2009               | 24 мая 2009              |
|       | 3     | 2       | 26 сентября 2010         | 3 октября 2010           |
|       | 4     | 2       | 4 сентября 2011          | 11 сентября 2011         |
|       | 5     | 4       | 26 августа 2012          | 16 сентября 2012         |
|       | 6     | 4       | 6 февраля 2014           | 27 февраля 2014          |
|       | 7     | 4       | 29 апреля 2015           | 20 мая 2015              |
|       | 8     | 2       | 21 мая 2017              | 30 октября 2017          |

## Пилотный выпуск (2007)
| No. | # | Название                                         | Режиссёр | Сценарий       | Премьера показа |
| --- | - | ------------------------------------------------ | -------- | -------------- | --------------- |
| 1 | 1 | «George Gently / Gently Go Man» «Джордж Джентли» | Евро Лин | Питер Фланнери | 8 апреля 2007   |
| Старший инспектор Джентли решил уйти в отставку после того, как его жену Изабеллу, с которой он познакомился во время войны в Неаполе, насмерть сбила машина, — как он уверен, по приказу гангстера Джо Вебстера. Но когда он услышал об убийстве байкера в Нортумберленде, по стилю похожем на дело рук Вебстера, инспектор решил повременить с уходом на пенсию ради расследования этого дела. В паре с местным детективом Джоном Бахусом он охотится на Вебстера, в то же время пытаясь удержать молодого напарника от опрометчивых решений. |   |                                                  |          |                |                 |

## Сезон 1 (2008)
| No. | # | Название          | Режиссёр       | Сценарий       | Премьера показа |
| --- | - | ----------------- | -------------- | -------------- | --------------- |
| 2 | 1 | «The Burning Man» | Киаран Доннели | Питер Фланнери | 13 июля 2008    |
| Вблизи базы британских ВВС обнаружено сильно обгоревшее тело неизвестного человека. Вместе с Джентли параллельно над делом работает спецагент Эмптон, который подозревает, что жертва была связана с ИРА. Попутно обнаруживается, что с базы украдена большая партия стрелкового оружия, а один из техников пропал без вести.           |   |                   |                |                |                 |
| 3 | 2 | «Bomber's Moon»   | Киаран Доннели | Питер Фланнери | 20 июля 2008    |
| В гавани вытаскивают из воды труп богатого немецкого бизнесмена Гюнтера Шмейкеля: будучи пилотом во время войны тот был сбит над Англией, был взят в плен и работал в здешних местах на ферме Джима Хардмента. Прошло почти 20 лет после окончания войны, но до сих пор среди некоторых местных жителей сильны антинемецкие настроения. |   |                   |                |                |                 |

## Сезон 2 (2009)
| No. | # | Название                    | Режиссёр       | Сценарий       | Премьера показа |
| --- | - | --------------------------- | -------------- | -------------- | --------------- |
| 4 | 1 | «Gently with the Innocents» | Дэниэль О'Хара | Мик Форт       | 3 мая 2009      |
| На территории сада при большом старом доме найден убитым старик — управляющий Альфред Пичмент, в прошлом директор детского дома, действующего здесь же до 1948 года. Дом был продан против его желания, по инициативе его бывшей жены и её брата, местного врача, молодой богатой застройщице Коре Дэвидсон, которая планирует снести здание. Главным подозреваемым становится Гарри, немой простодушный, но периодически агрессивный садовник, общаться с которым умеет только местный детектив сержант Блэксмит. |   |                             |                |                |                 |
| 5 | 2 | «Gently in the Night»       | Дэниэль О'Хара | Питер Фланнери | 10 мая 2009     |
| Труп красавицы Одри Чадвик находят на церковном алтаре. Родители утверждают, что она была медсестрой и собиралась уехать в Лондон на новое место работы, но Бахус узнаёт в ней одну из девушек местного ночного клуба-казино, владельцем которого является американец Патрик Донован. У казино постоянно устраивает пикеты Маргарет Бишоп, яростная поборница нравственности и противница абортов, в то время как её муж — адвокат Донована и завсегдатай заведения. |   |                             |                |                |                 |
| 6 | 3 | «Gently in the Blood»       | Киаран Доннели | Питер Фланнери | 17 мая 2009     |
| В результате засады Джентли и Бахус получают чемодан, полный украденных списанных паспортов. Однако самому жулику, в котором подозревают Джимми Кокрейна, удаётся сбежать. В паспортном столе, откуда были взяты документы, работала бывшая девушка Кокрейна — Мэгги Алдертон, недавно родившая мальчика арабской внешности. Её находят изнасилованной и задушенной на побережье, а некий сорокалетний Томас Али, которого она снабдила паспортом, готовится тайно уехать из страны. Пока полиция ищет Джимми, тот выясняет отношения с местной компанией молодых арабов и хочет из-за мести найти отца ребёнка Мэгги. |   |                             |                |                |                 |
| 7 | 4 | «Gently Through the Mill»   | Киаран Доннели | Мик Форт       | 24 мая 2009     |
| За несколько дней до всеобщих выборов главный менеджер мельницы Патрик Фуллер найден повешенным в одном из цехов. Когда-то он владел этой фабрикой, но из-за финансовых трудностей вынужден был продать её за бесценок бизнесмену и кандидату в парламент от лейбористской партии — Джеффри Першоэ. Под подозрение детективов попадает заносчивый диспетчер фабрики, но затем и его находят мёртвым. Вдова Фуллера уверена, что у мужа был роман на стороне. Когда Бахус узнаёт, что Фуллер был масоном, то вопреки приказу Джентли, ради расследования принимает обряд посвящения в местной ложе.                     |   |                             |                |                |                 |

## Сезон 3 (2010)
| No. | # | Название         | Режиссёр       | Сценарий       | Премьера показа  |
| --- | - | ---------------- | -------------- | -------------- | ---------------- |
| 8 | 1 | «Gently Evil»    | Дэниэль О'Хара | Питер Фланнери | 26 сентября 2010 |
| 1966 год. В одном из прибрежных нортамберлендских городков найдено тело молодой женщины, известной среди местных своими случайными связями с мужчинами. Джентли и Бахус подозревают, что в её убийстве ответственен бывший муж, который воспитывает их общую дочь-подростка. Однако вскоре детективы понимают, что семья убитой женщины скрывает ещё более страшные тайны. |   |                  |                |                |                  |
| 9 | 2 | «Peace and Love» | Дэниэль О'Хара | Джимми Гарднер | 3 октября 2010   |
| Летом 1966 года полиция Нортумберленда находится под пристальным вниманием со стороны СМИ, поскольку Сандерленд готовится к проведению чемпионата мира по футболу, а студенты и антивоенные активисты устраивают демонстрации против базирования ядерной сумбарины с ракетой класса «Поларис» в местных доках. Один из преподавателей Даремского университета, после одного из таких митингов, найден мёртвым. Джентли и Бахус проводят своё расследование на фоне всплеска бунтарских настроений среди молодёжи и сексуальной революции. |   |                  |                |                |                  |

## Сезон 4 (2011)
| No. | # | Название             | Режиссёр        | Сценарий                        | Премьера показа  |
| --- | - | -------------------- | --------------- | ------------------------------- | ---------------- |
| 10 | 1 | «Gently Upside Down» | Николас Рентон  | Питер Фланнери & Стюарт Харкорт | 4 сентября 2011  |
| Убийство одарённой старшеклассницы приводит Джентли и Бахуса в мир телевидения, поскольку лучшая подруга погибшей становится восходящей звездой музыкального реалити-шоу. Бахус подозревает в убийстве школьного учителя музыки, так как ходят слухи, что у него с убитой был роман. Джентли пытается разобраться в перипетиях скрытной жизни девушек, чтобы докопаться до истинных мотивов убийства.        |   |                      |                 |                                 |                  |
| 11 | 2 | «Goodbye China»      | Джайлз Маккинон | Питер Фланнери                  | 11 сентября 2011 |
| Неожиданно Джентли узнаёт о смерти Чайны, который скончался в больнице другого графства. Его настораживают противоречивые свидетельства об обстоятельствах смерти старого друга. Джентли начинает расследование и сталкивается с офицерами местного отделения полиции, явно что-то скрывающими в этом деле. Ситуацию осложняет исчезновение подростка-хулигана, тоже как-то связанного со всем происходящим. |   |                      |                 |                                 |                  |

## Сезон 5 (2012)
| No. | # | Название                  | Режиссёр        | Сценарий       | Премьера показа  |
| --- | - | ------------------------- | --------------- | -------------- | ---------------- |
| 12 | 1 | «Gently Northern Soul»    | Джайлз Маккинон | Дэвид Кейн     | 26 августа 2012  |
| Середина апреля 1968 года. Среди даремской молодёжи особой популярностью пользуется ночной танцевальный клуб, где крутят модные пластинки. После одной из таких вечеринок неподалёку на пустыре найдена убитой молодая чернокожая девушка Долорес Кенни. В ходе расследования старший инспектор Джордж Джентли обнаруживает среди некоторых групп местного населения сильные расистские настроения; Бахус работает под прикрытием. В контексте событий — недавнее (4 апреля) убийство Мартина Лютера Кинга, трансляция 20 апреля пресловутой речи ультраправого политика Еноха Пауэлла под названием «Реки крови», а также ссылка на текущее обсуждение в парламенте «Закона о расовых отношениях». |   |                           |                 |                |                  |
| 13 | 2 | «Gently With Class»       | Джайлз Маккинон | Питер Фланнери | 2 сентября 2012  |
| В реке обнаружен перевёрнутый автомобиль, на пассажирском сиденье которого нашли утонувшей девушку Эллен Маллан, студентку Лондонской консерватории. Её отец работает в поместье аристократов Блэкстоунов, машина тоже зарегистрирована на их фамилию. Джентли и Бахус узнают, что Эллен тесно дружила с Джеймсом Блэкстоуном, сыном лорда Гектора и высокомерной графини Алтеи. Бахус на дух не переносит Джеймса и всё его семейство по классовым соображениям, что сказывается на его решениях в ходе расследования. |   |                           |                 |                |                  |
| 14 | 3 | «The Lost Child»          | Николас Рентон  | Питер Фланнери | 9 сентября 2012  |
| Из дома успешного банковского служащего похищен младенец, только что недавно усыновлённый. Джордж Джентли и Джон Бахус пытаются разыскать ребёнка «по горячим следам». Подозрение вначале падает на родную мать малыша, которая родила вне брака двойню и исчезла из родильного приюта с другим своим ребёнком, дочкой, когда её сына только что забрала бездетная пара. Попутно Бахус пытается наладить отношения со своей маленькой дочкой и своим отцом. |   |                           |                 |                |                  |
| 15 | 4 | «Gently In The Cathedral» | Николас Рентон  | Питер Фланнери | 16 сентября 2012 |
| Неожиданно Джордж Джентли оказывается обвинён в убийствах и коррупции, косвенно связанных с давним его лондонским делом по одному из боссов преступного мира, Раттигану, которого он засадил за решётку. На инспектора начинают охотиться как его коллеги-полицейские, так и сам Раттиган. Бахус стоит перед трудным выбором. |   |                           |                 |                |                  |

## Сезон 6 (2014)
| No. | # | Название                   | Режиссёр       | Сценарий      | Премьера показа |
| --- | - | -------------------------- | -------------- | ------------- | --------------- |
| 16 | 1 | «Gently Between The Lines» | Николас Рентон | Тим Прейжер   | 6 февраля 2014  |
| Джентли шокирован, получив от Бахуса прошение об отставке, но он понимает, что сержант потерял к нему доверие после недавних событий. Пытаясь исправить положение, Джентли настаивает на том, что пока Джон ждёт официального уведомления, тот должен ему помочь расследовать гибель одного арестанта. Полиция Ньюкасла арестовала демонстрантов во время расчистки трущоб, подлежащих сносу. На следующее утро констебль Рэйчел Колс обнаруживает одного из протестующих мертвым в тюремной камере. Это дело заставляет Джентли и Бахуса задуматься, что значит быть полицейским, когда отношение к полиции в обществе кардинально меняется. Они теперь уже не те заслуживающие доверия, дружелюбные местные патрульные. Сотрудники полиции рассматриваются только в качестве агентов правительства. |   |                            |                |               |                 |
| 17 | 2 | «Blue For Bluebird»        | Билл Андерсон  | Джесс Уильямс | 13 февраля 2014 |
| Джентли и Бахус отправляются в лагерь семейного отдыха: там обнаружили вынесенное на берег тело одной из сотрудниц. Детективам приходится столкнуться с чередой ярких обитателей лагеря: от его владельцев, брата с сестрой, до девушек из шале, аниматоров, спасателей и гостей, - это вносит некоторую неразбериху в расследование, пока Джентли и Бахус не раскрывают историю о ревности, честолюбии и темной «подноготной» либерального общества. Констебль Рэйчел Колс, с её современными представлениями о методах работы полиции, становится помощником детективов в полицейском участке. |   |                            |                |               |                 |
| 18 | 3 | «Gently With Honour»       | Тим Уитби      | Джесс Уильямс | 20 февраля 2014 |
| Когда выясняется, что два смертельных случая неожиданным образом связаны друг с другом, старший инспектор оказывается вовлечён в мир наркотиков, ЛСД и конспирации времён «Холодной войны». Расследование приводит Джентли снова в армию и бередит его собственные воспоминания о войне. |   |                            |                |               |                 |
| 19 | 4 | «Gently Going Under»       | Бен Болт       | Майк Каллен   | 27 февраля 2014 |
| В основе сюжета — плачевные последствия чрезмерной эксплуатации в угольной промышленности Нортумберленда, шахтёрская община которого превратилась в бурлящую клоаку. Подозрительная смерть на шахте в районе Берсенда подталкивают Джентли и Бахуса исследовать противоречия и взаимоотношения местного сообщества, раздираемого интригами на части. В итоге детективы обнаруживают, что взаимные обиды тянутся ещё со времён Второй Мировой Войны. |   |                            |                |               |                 |

## Сезон 7 (2015)
| No. | # | Название                | Режиссёр      | Сценарий                  | Премьера показа |
| --- | - | ----------------------- | ------------- | ------------------------- | --------------- |
| 20 | 1 | «Gently with the Women» | Роджер Голдби | Питер Фланнери            | 29 апреля 2015  |
| Время действия — 1969 год. Старший инспектор Джордж Джентли расследует дело об изнасиловании проститутки.                                     |   |                         |               |                           |                 |
| 21 | 2 | «Breathe The Air»       | Роджер Голдби | Питер Фланнери            | 6 мая 2015      |
| Джордж Джентли вместе с Джоном Бахусом и Рейчел Коулс доискиваются до причин подозрительного самоубийства терапевта.                          |   |                         |               |                           |                 |
| 22 | 3 | «Gently Among Friends»  | Тим Витби     | Тимоти Прэйджер           | 13 мая 2015     |
| После уличных беспорядков во время уборки мусора найден труп неизвестного мужчины.                                                            |   |                         |               |                           |                 |
| 23 | 4 | «Son of a Gun»          | Тим Витби     | Дуди Апплетон, Джим Кибли | 20 мая 2015     |
| Нелегальный рынок оружия становится всё более масштабным и доступным. Джентли приступает к розыску банды, совершившей вооружённое ограбление. |   |                         |               |                           |                 |

## Сезон 8 (2017)
| No. | # | Название                 | Режиссёр            | Сценарий       | Премьера показа |
| --- | - | ------------------------ | ------------------- | -------------- | --------------- |
| 24  | 1 | «Gently Liberated»       | Роберт Дель Маэстро | Шарлотта Вольф | 21 мая 2017     |
| 25  | 2 | «Gently and the New Age» | Брайан Хиггинс      | Роберт Мёрфи   | 30 октября 2017 |